# 青沢越
青沢越（あおさわごえ）は、山形県最上郡真室川町と酒田市を結ぶ峠である。標高320m。
現在は国道344号が通っている。
古より新庄藩と庄内藩や酒田港とを結ぶ街道であった。江戸時代、最上地方と庄内地方のメインルートは最上川の舟運であり、年貢米や松尾芭蕉などの旅行者も舟で移動するのが一般的であったが、最上川沿いには急峻な「最上峡」が横たわり、道の開削ができなかった。そのため、徒歩や荷駄で庄内に向かうには、青沢越を使うのが一般的だった。青沢越へのルート沿いには、安楽城の子守唄や平枝番楽といった芸能が伝承されており、青沢越が物流や文化の交流路であった歴史を今に伝えている。
明治時代に、最上川沿いに「磐根街道」が開削されると、難所であった青沢越は衰退を始め、陸羽西線が開通すると没落していった。
最近まで、未舗装の狭く危険な峠道であり、車で走るには難渋し、一年の半分以上は冬季閉鎖であったが、近年、分水嶺にある青沢トンネルを始めとするトンネル群が完成し、大型トラックの走行が可能な全線2車線の道路拡幅が完了したことにより、通年通行が可能になり、最上地方と庄内地方を結ぶ第2のルートとなった。金山町や真室川町から庄内に向かう最短ルートではあるが、峠部分は、急勾配・急カーブが続き、土砂崩れや雪崩が頻発している。
断崖絶壁を縫っている視界が開けた峠である。